# Mi Plan
Mi Plan – pierwszy hiszpańskojęzyczny album Nelly Furtado. Jest czwartym albumem nagranym przez wokalistkę w całej dyskografii. Wydany został 15 września 2009.

## Produkcja
31 grudnia 2008 El Diario La Prensa opublikował artykuł, w którym informuje, że Furtado planuje nagrać piosenki w języku angielskim i hiszpańskim na jej nadchodzący album i że oczekuje się, że zostanie wydany w przedziale maja i sierpnia. Na początku marca do internetu wyciekły różne wersje utworu "Gotta Know", które rzekomo wykonywala Furtado, jednak okazało się, że to fałszywe nagrania. W odpowiedzi na to Furtado napisała na swoim blogu MySpace, że piosenka nie jest jej. Przy okazji dodała, że pracuje nad dwoma nowymi albumami – jednym w języku hiszpańskim oraz drugim z piosenkami wykonywanymi po portugalsku. W czerwcu ogłosiła, że jej nowy album będzie nosił tytuł Mi Plan. W międzyczasie wydano pierwszy singel z albumu – „Manos al Aire”.

## Single / Single promo
- "Manos Al Aire" pierwszy singiel promujący album Mi Plan
- "Más"  wydany 21 lipca 2009. Druga piosenka promująca album.
- "Mi Plan" (feat. Alex Cuba) singiel promo wydany 11 sierpnia 2009.
- "Bajo Otra Luz" (z featuringiem Juliety Venegas oraz La Mali Rodríguez) jest czwartym singlem promo. Premiera odbyła się 31 sierpnia 2009.
- "Silencio" (feat. Josh Groban) singiel promocyjny wydany 1 września 2009.
- "Fuerte" (feat. Concha Buika) trzeci oficjalny singiel z "Mi Plan". Wydany został w maju 2010.

## Lista utworów
| #   | Tytuł                    | Współwykonawca                     | Autor                                      | Producent                        | Czas |
| --- | ------------------------ | ---------------------------------- | ------------------------------------------ | -------------------------------- | ---- |
| 1.  | Manos al Aire            |                                    | Nelly Furtado, James Bryan, Alex Cuba      | Nelly Furtado, James Bryan       | 3:29 |
| 2.  | Más                      |                                    | N. Furtado, Lester Mendez, Andres Recio    | Lester Mendez                    | 3:31 |
| 3.  | Mi Plan                  | Alex Cuba                          | N. Furtado, J. Bryan, A. Cuba              | N. Furtado, J. Bryan             | 4:05 |
| 4.  | Sueños                   | Alejandro Fernández                | N. Furtado, J. Bryan, A. Cuba              | N. Furtado, J. Bryan, Brian West | 3:10 |
| 5.  | Bajo Otra Luz            | Julieta Venegas, La Mala Rodríguez | Julieta Venegas, La Mala Rodríguez         | The Demolition Crew              | 4:19 |
| 6.  | Vacación                 |                                    | N. Furtado, J. Venegas, L. Mendez          | L. Mendez                        | 3:43 |
| 7.  | Suficiente Tiempo        |                                    | N. Furtado, A. Cuba                        | Salaam Remi                      | 3:03 |
| 8.  | Fuerte                   | Concha Buika                       | N. Furtado, J. Bryan, A. Cuba              | Salaam Remi                      | 3:24 |
| 9.  | Silencio                 | Josh Groban                        | N. Furtado, L. Mendez, Julio Reyes Copello | L. Mendez                        | 3:34 |
| 10. | Como Lluvia              | Juan Luis Guerra                   | N. Furtado, L. Mendez, Juan Luis Guerra    | L. Mendez                        | 3:37 |
| 11. | Feliz Cumpleaños         |                                    | N. Furtado, J. Bryan, A. Cuba              | N. Furtado, The Demolition Crew  | 4:12 |
| 12. | Fantasmas (ukryty utwór) |                                    |                                            |                                  | 3:33 |

## Historia wydania
| Region          | Data             | Wytwórnia        |
| --------------- | ---------------- | ---------------- |
| Niemcy          | 11 września 2009 | Universal        |
| Wielka Brytania | 14 września 2009 | Polydor          |
| USA             | 15 września 2009 | Universal Latino |
| Brazylia        | 15 września 2009 | Universal        |
| Meksyk          | 15 września 2009 | Universal Latino |

## Sprzedaż
W Polsce album uzyskał status złotej płyty.
| Oficjalna Lista Sprzedaży OLiS |    |    |    |    |    |    |    |    |    |    |    |    |    |    |    |
| Tydzień                        | 01 | 02 | 03 | 04 | 05 | 06 | 07 | 08 | 09 | 10 | 11 | 12 | 13 | 14 | 15 |
| Pozycja                        | 41 | 6  | 11 | 11 | 10 | 12 | 22 | 36 | 41 |    |    |    |    |    |    |